# Baix Empordà
El Baix Empordà és una de les dues comarques en què va quedar dividit l'Empordà en la divisió comarcal de 1936. La capital de comarca i cap de partit judicial és la Bisbal d'Empordà des del segle xix. Pertany a la vegueria de les Comarques Gironines. La seva costa pertany a la Costa Brava. El 2022 tenia 138.517 habitants.
Modernament, i més en l'àmbit literari que no pas popular, es refereix a aquestes terres empordaneses amb el sobrenom de l'Empordanet.

## Geografia

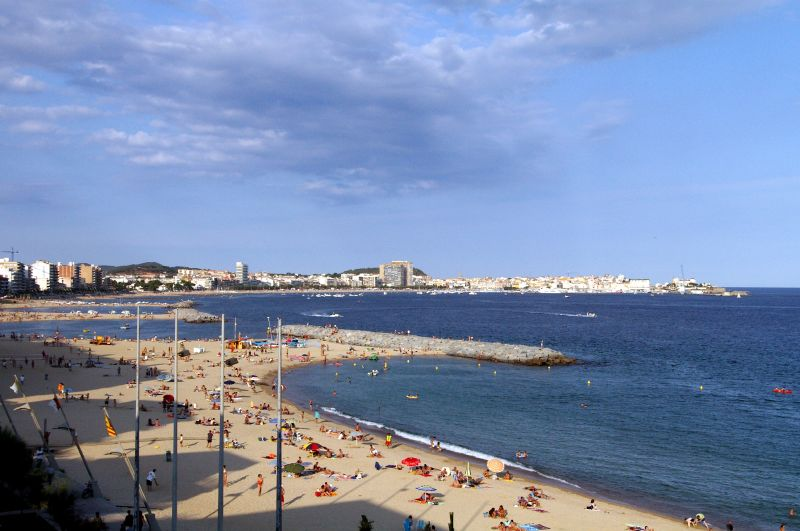
Sant Antoni de Calonge

El Baix Empordà és la part meridional de la regió natural de l'Empordà. El 1936, any de la primera comarcalització oficial de Catalunya, s'aprovà la divisió de l'Empordà en dues comarques administratives, el límit de les quals es va fixar aprofitant la línia imaginària que recorre el Massís del Montgrí i segueix entre la divisòria d'aigües de les conques del Ter i el Fluvià. Aquesta divisió es va basar més en criteris econòmics i de mercat que no pas històrics, geogràfics o culturals.
Inclou els municipis compresos entre el Montgrí, just al nord per on passen les aigües del Ter, i el sector de les Gavarres i la vall d'Aro, al sud. Té 36 municipis, amb una extensió total de 700,17 km². És comarca veïna a tramuntana amb l'Alt Empordà, a ponent amb el Gironès i la Selva i a llevant amb la mar.
Llevat dels sectors de les Gavarres, del Montgrí, i de Begur, el paisatge és planer i homogeni amb petits turonets que acullen petits pobles al voltant de l'església o el castell.
Dins la muntanya cal distingir el massís del Montgrí, isolat, coronat pel castell medieval, format per calcàries mesozoiques de tons clars i amb 308 m d'altitud. El massís de Begur, a llevant del corredor de Palafrugell, amb 320 m, i també amb les restes d'un castell. El punt culminant del Baix Empordà el trobem a les Gavarres amb el puig d'Arques que assoleix 531 m.

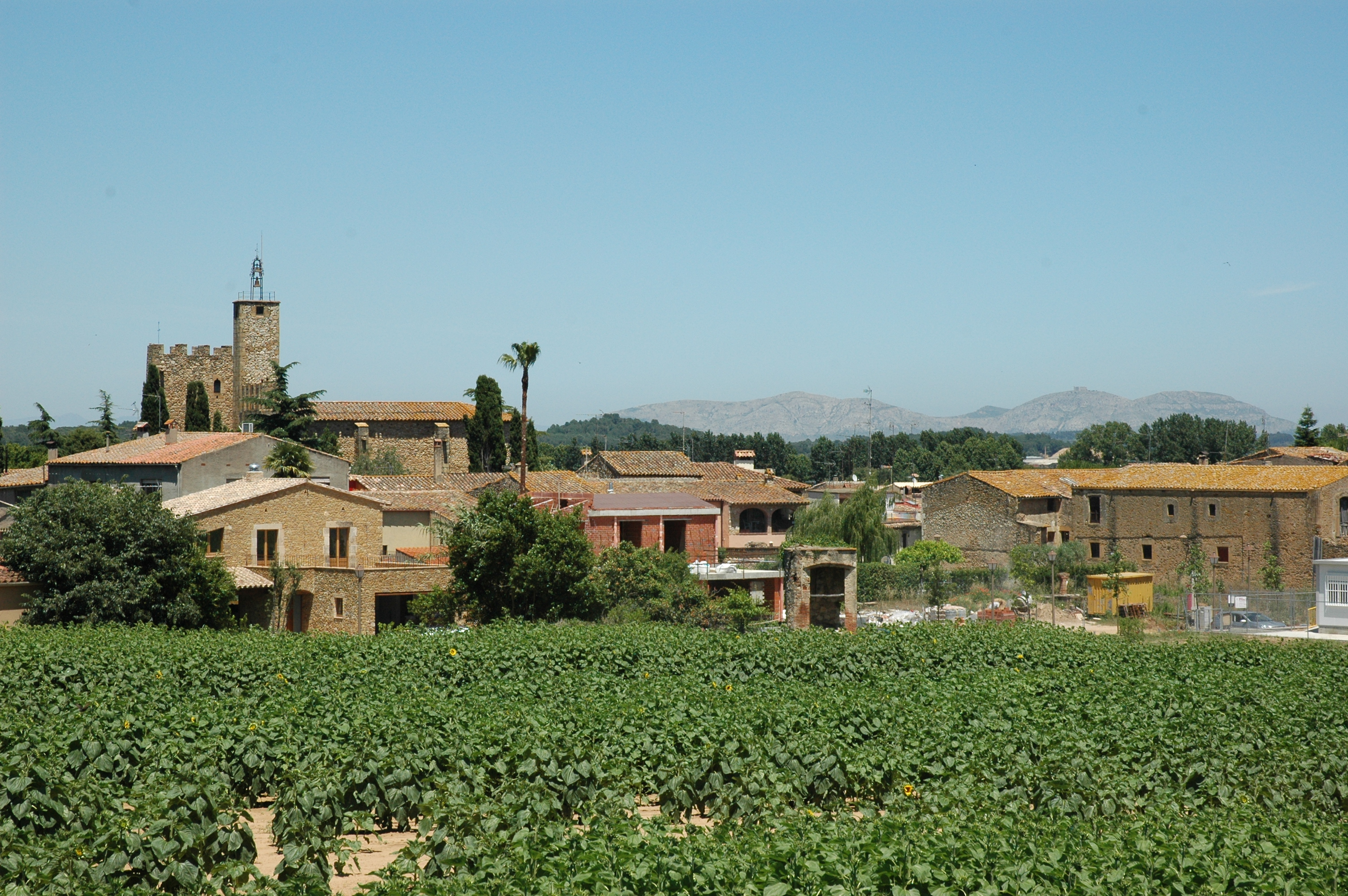
Vulpellac amb el Montgrí de fons

El litoral, la part central de la Costa Brava, és un paisatge ple de contrastos: penya-segats vertiginosos als extrems nord i sud de la comarca amb cales arrecerades envoltades de pins, illes i aiguamolls que donen refugi a peixos i ocells, i també llargues platges de sorra fina.
Bàsicament està regada pels rius Ter, Daró, Rissec (afluent de l'anterior) i Ridaura. Destaca la conca de Calonge, sense enllaços amb els rius majors de la comarca.
La vegetació es divideix en una part calcària on domina l'alzina, i en una part silícia amb domini de l'alzina surera. Actualment els alzinars han estat substituïts en gran part per pinedes de pi blanc i al sotabosc hi predomina el romaní, el bruc d'hivern i les garrigues. Les suredes solen cobrir-se amb brolla d'estepes i brucs. Els rius i rieres estan acompanyats de verns, pollancres, àlbers, oms, sobretot a la zona de la gola del Ter. La colonització per la canya comuna (Arundo donax) a les lleres, junts amb l'herba de la pampa (Cortaderia sellona) hi és problemàtica.
Tot i no ser una comarca clarament boletaire, pel tipus de bosc que hi predomina hi podem trobar sobretot rovellons, pinetells, rossinyols, carlets, ous de reig, siurenys, trompetes de la mort, camagrocs i algun fredolic.

### Clima
El clima del Baix Empordà és mediterrani Litoral Nord, si bé localment a l'interior té característiques d'un clima Mediterrani Prelitoral Nord. La distribució de la precipitació és prou regular al llarg de tot l'any, tot i que hi ha un màxim força destacat a la tardor, amb un total anual escàs. El règim tèrmic a l'estiu és calorós, mentre que a l'hivern és moderat i gairebé suau a la costa nord. Així, l'amplitud tèrmica anual és baixa. Només es consideren àrids els mesos de juliol i agost. A més, el període amb probabilitat de glaçades només queda comprès entre els mesos de novembre i març.
Al Baix Empordà dominen tres vents: la tramuntana, un vent del nord amb una força molt notable, generalment d'hivern, que domina tota la plana de l'Empordà i n'és el més característic; el garbí, del sud-oest, que sol bufar a la muntanya i a la costa, sobretot als estius, amb intensitat i direccions variables, i el llevant, de l'est, que predomina a la costa a la primavera i a la tardor.

## Història
La comarca ja era habitada des de la prehistòria. Hi ha nombroses coves que van servir de refugi per a l'home paleolític inferior i mitjà al massís del Montgrí, les més famoses porten el mateix nom: Cau del Duc, a Torroella i a Ullà (amenaçat per una pedrera). D'altra banda hi ha importants conjunts megalítics a les Gavarres o al massís de Cadiretes, destaquen els dolmens de Fitor o la cova d'en Daina.
Els grecs es van establir molt a prop de l'actual comarca, a Rode al segle viii aC i a Empúries a principi del segle vi aC.
Els ibers hi van construir una de llurs ciutats a Ullastret al segle vi aC; eren de la tribu dels indicets. Quan els romans van arribar, comença un procés de transformació en el sistema d'ocupació i explotació econòmica del territori, que va conduir a l'abandonament d'Ullastret durant el segle ii aC.
El Baix Empordà fou romanitzat. Van seguir les invasions bàrbares dels segles III i V que van empobrir la comarca i van reduir els nuclis urbans a un mínim
Mentre que resten molts vestigis de la romanització, és difícil de copsar el pas dels visigots i els àrabs, ja que la proximitat amb el Regne Franc va fer que ràpidament es creessin uns comtats independents comandats per senyors feudals. De fet la invasió musulmana no va durar més de seixanta anys (714-785)i l'antiga població hispanogòtica tornà a instal·lar-s'hi.
La divisió administrativa de l'imperi Carolingi repartí el territori català conquerit en comtats. Mentre el nord de la comarca i l'actual Alt Empordà estava organitzat entorn del comtat d'Empúries, la resta eren feus o subfeus del Bisbe de Girona, posseïdor d'extenses terres —especialment al Baix Empordà—, o bé baronies de branques dels Cardona vinculades al comtat, per passar a ser més tard la façana marítima del comtat de Girona, de Begur a Sant Feliu de Guíxols.

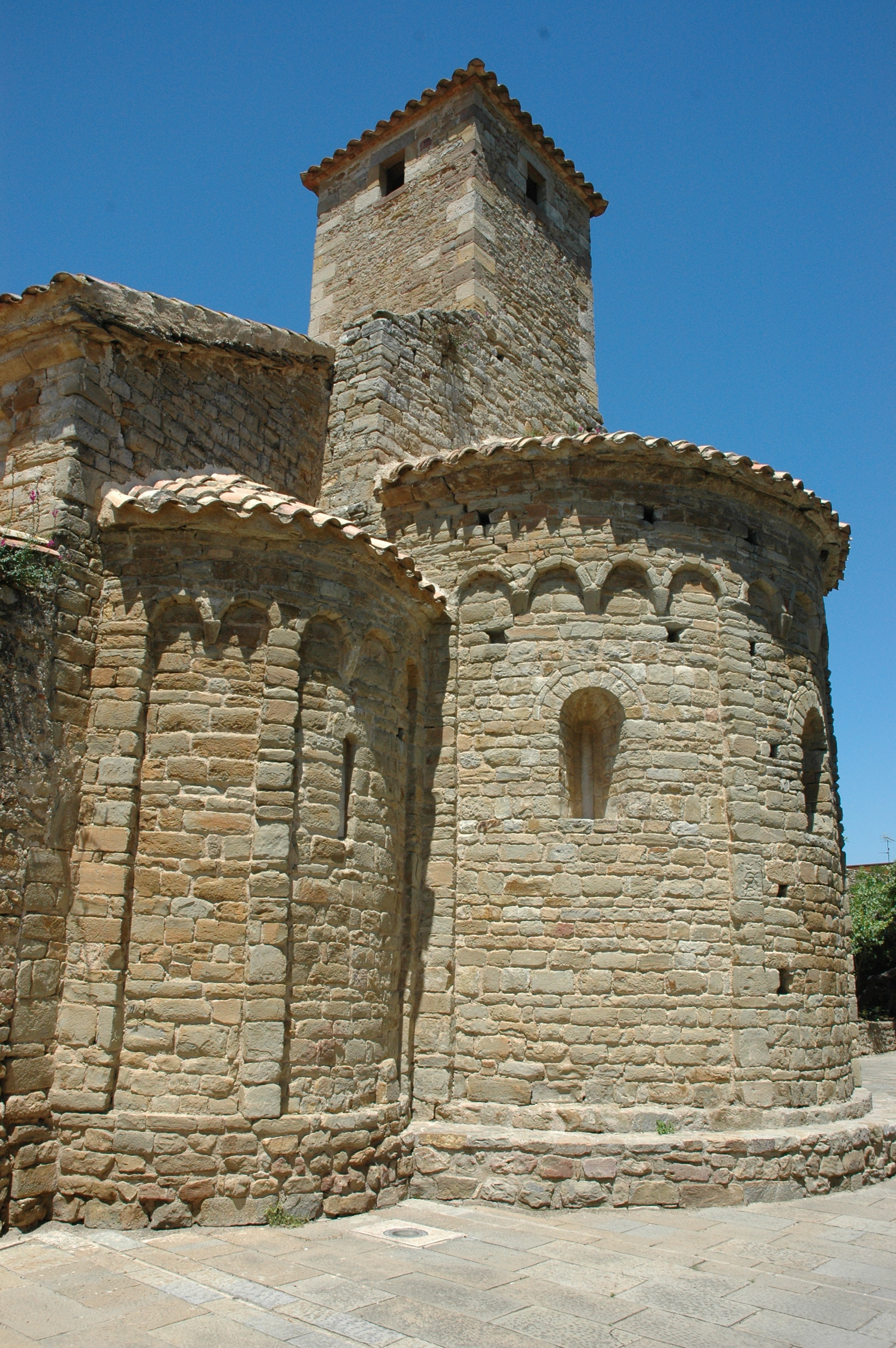
Absis de Sant Pere d'Ullastret

L'època medievalha deixat una petjada més notable i visible en l'arquitectura i urbanisme, com ho palesen els nombrosos pobles que conserven fortaleses i vestigis d'aquest període. L'economia del país va romandre agrícola però la pirateria, bàsicament musulmana, va dificultar l'activitat comercial i obligà els habitants del litoral a bastir torres de vigilància. D'altra banda, una situació de pas en feu sovint l'escenari de lluites i d'invasions, com les de la croada contra Catalunya del 1285 i la guerra contra Joan II, al segle xv, que s'iniciaren i adquiriren una virulència especial a l'Empordà.
Durant els segles xiv i xviii formava part de la vegueria de Girona i mantenia els mateixos límits amb l'Alt Empordà que pertanyia a la vegueria de Besalú. És en aquesta època que pateix les crisis comunes a les comarques veïnes amb bandolers, pirates, desastres atmosfèrics, guerres, i el Decret de Nova Planta. Amb la guerra dels Segadors i la pèrdua subsegüent del Rosselló (1659), va patir les reiterades penetracions franceses de les guerres contra Lluís XIV.
Els segles xvi a xviii es caracteritzen una altra vegada per pirateria turca a la Mediterrània que va asfixiar el comerç marítim i va provocar l'emigració a l'interior d'una gran part de la població. Per exemple, una incursió turca del 1543 saquejà i destruí en bona part Palamós.

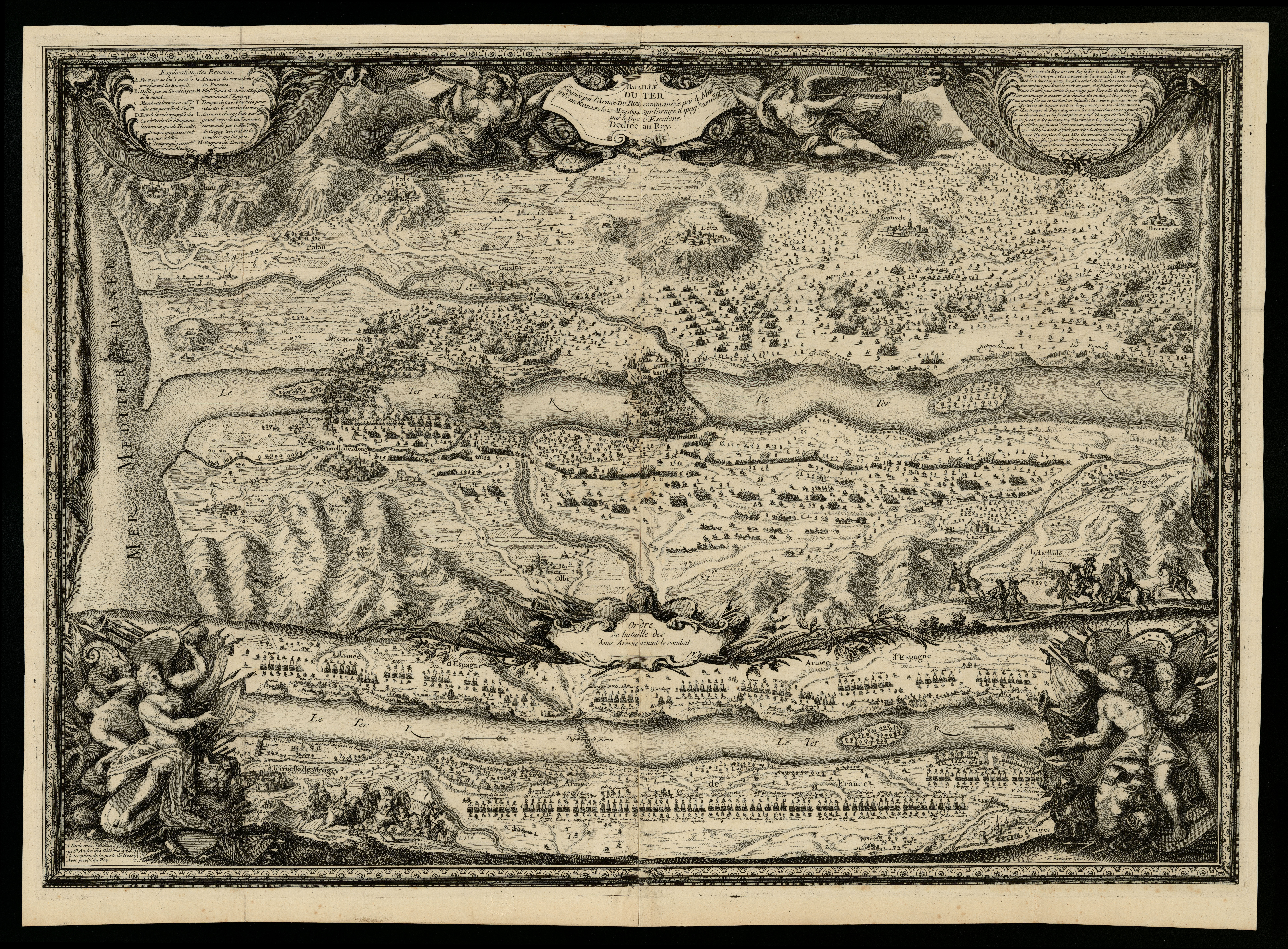
La batalla del Ter, segons Beaulieu

La batalla de Verges, també coneguda com a batalla del Ter o a batalla de Torroella, fou un combat de la Guerra dels Nou Anys, durant la invasió francesa del Principat de Catalunya, que va tenir lloc el dia 27 de maig de 1694 al llarg dels bancs i guals del riu Ter, entre els actuals termes municipals de Verges, Torroella de Montgrí i Foixà. Les conseqüències, segons la versió oficial dels espanyols, eren una pèrdua de 2.931 infants i 324 cavallers, entre morts, ferits i desertors. Segons fonts franceses, les pèrdues espanyoles excediren els 9.000 homes, inclosos 2.000 presoners, mentre que les pèrdues pròpies van ser només d'uns 500 homes.
A principi del segle xix la sagnant Guerra del Francès i la següent ocupació napoleònica de 1804 fins al 1814, terriblement devastadora va deixar una empremta molt forta a la comarca. Després d'un cert redreçament econòmic el 1879 va arribar la plaga de la fil·loxera que hi va fer desaparèixer gairbé tot el sector vitivinícola, excepte en a la zona a l'entorn de Calonge. El daltabaix econòmic i social provocat per aquesta plaga va fer emigrar molts empordanesos a les colònies espanyoles d'Amèrica, coneguts com indians. Fou l'origen de del gènere musical popular de les havaneres que encara avui es canten a totes les festes majors.
La Bisbal d'Empordà, esdevingué el 1835 cap d'un partit judicial de la nova província de Girona, que comprèn els municipis del Baix Empordà, excepte els més septentrionals, al nord del Ter, que formen part del partit de Girona. La divisió de Catalunya decretada per la Generalitat el 1936 inclogué dins el Baix Empordà Sant Feliu de Guíxols i la vall d'Aro, tradicionalment lligats a la Selva.
A final del segle xix, la Renaixença catalana va fer sorgir un esperit associatiu amb la creació d'ateneus i partits polítics que van donar una forta embranzida cultural a la comarca. Amb la pèrdua Cuba, la darrera colònia castellana a la darreria del segle xix, va començar un període de permanent inestabilitat política amb cops d'estat i dictadures que va desembocar en la Guerra Civil espanyola, que va provocar moltes morts o exilis cap a la veïna França.
Però la història recent ve encapçalada per l'estabilitat democràtica i sobretot el turisme que tant ha enriquit la comarca com l'ha malmès.

## Demografia
| Municipi                                    | Habitants |
| ------------------------------------------- | --------- |
| Albons                                      | 816       |
| Begur                                       | 4.229     |
| Bellcaire d'Empordà                         | 727       |
| Bisbal d'Empordà, la                        | 11.364    |
| Calonge i Sant Antoni                       | 12.004    |
| Castell d'Aro, Platja d'Aro i s'Agaró       | 12.533    |
| Colomers                                    | 207       |
| Corçà                                       | 1.293     |
| Cruïlles, Monells i Sant Sadurní de l'Heura | 1.319     |
| Foixà                                       | 293       |
| Fontanilles                                 | 170       |
| Garrigoles                                  | 190       |
| Gualta                                      | 439       |
| Jafre                                       | 388       |
| Mont-ras                                    | 1.670     |
| Palafrugell                                 | 23.864    |
| Palamós                                     | 18.333    |
| Palau-sator                                 | 318       |
| Pals                                        | 2.566     |
| Parlavà                                     | 413       |
| Pera, la                                    | 452       |
| Regencós                                    | 269       |
| Rupià                                       | 316       |
| Sant Feliu de Guíxols                       | 22.643    |
| Santa Cristina d'Aro                        | 5.656     |
| Serra de Daró                               | 238       |
| Tallada d'Empordà, la                       | 475       |
| Torrent                                     | 170       |
| Torroella de Montgrí                        | 12.232    |
| Ullà                                        | 1.203     |
| Ullastret                                   | 265       |
| Ultramort                                   | 223       |
| Vall-llobrega                               | 923       |
| Verges                                      | 1.165     |
| Vilopriu                                    | 210       |
| Vulpellac, Fonteta i Peratallada            | 1.708     |

Els pobles amb més habitants són Palafrugell, Sant Feliu de Guíxols, Palamós, Torroella de Montgrí, Castell d'Aro, Platja d'Aro i s'Agaró, Calonge i Sant Antoni i la Bisbal d'Empordà, mentre que els pobles amb menys habitants són Fontanilles, Torrent, Garrigoles, Colomers, Garrigoles, Vilopriu, Ultramort i Ullastret.
Durant els segles xiv-xvii, la població era estable (uns 17.000 habitants) però disseminada, amb una agricultura prestigiosa a la línia aproximada Albons-Verges-Pals.
La colonització agrícola dels aiguamolls va duplicar la població al segle xviii fins a uns 34.000 h. A mitjan segle xix, hi torna a haver un creixement important d'uns 50.000 habitants, amb la primera industrialització del suro. Les crisis industrials i financeres i la invasió de la fil·loxera de del 1879 van alentir la creixença: 53.300 habitants el 1897.
Durant els dos primers decennis del segle xx comença a apuntar el turisme i el litoral adopta el nom de Costa Brava. Per exemple Palamós s'apropà als 8.000 h, Palafrugell superà els 9.000, i Sant Feliu de Guíxols els 11.300. Però una altra vegada una crisi de la indústria tapera i la Guerra Civil espanyola feu baixar la població d'uns 61.700 h el 1910 a 51.700 el 1940.
Però a partir del 1950 amb l'impuls de tots els sectors que comportà el turisme, es capgirà la tendència amb l'atracció d'immigració, passant a duplicar-se la població en 25 anys: d'uns 59.000 el 1960 a 120.299 el 2005.
| 1497 f | 1515 f | 1553 f | 1717   | 1787   | 1857   | 1877   | 1887   | 1900   | 1910   |
| ------ | ------ | ------ | ------ | ------ | ------ | ------ | ------ | ------ | ------ |
| 2.890  | 2.582  | 3.106  | 16.607 | 33.883 | 50.458 | 50.360 | 53.095 | 55.397 | 61.674 |

| 1920   | 1930   | 1940   | 1950   | 1960   | 1970   | 1981   | 1990   | 1992   | 1994   |
| ------ | ------ | ------ | ------ | ------ | ------ | ------ | ------ | ------ | ------ |
| 60.087 | 56.094 | 51.653 | 52.103 | 58.799 | 71.198 | 81.454 | 91.813 | 90.665 | 90.665 |

| 1996   | 1998   | 2000    | 2002    | 2004    | 2006    | 2008    | 2010    | 2012    | 2014    |
| ------ | ------ | ------- | ------- | ------- | ------- | ------- | ------- | ------- | ------- |
| 95.986 | 98.398 | 103.091 | 108.910 | 115.566 | 124.055 | 130.738 | 133.221 | 133.754 | 132.886 |

| 2016    | 2018    | 2020    | 2022 | 2024    | 2026 | 2028 | 2030 | 2032 | 2034 |
| ------- | ------- | ------- | ---- | ------- | ---- | ---- | ---- | ---- | ---- |
| 132.598 | 133.461 | 135.805 | -    | 144.112 | -    | -    | -    | -    | -    |

## Economia

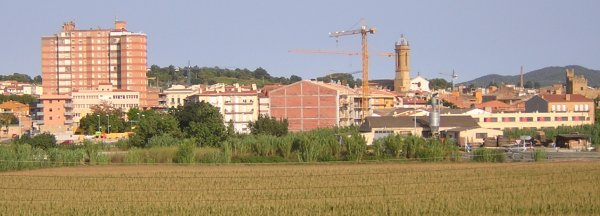
Agricultura i construcció a la capital de la comarca

La comarca és un dels destins principals de segona residència, que junt amb el turisme duplica o triplica la població als períodes estivals. Aquest fet també explica que gairebé el 72% de la població activa estigui repartida entre la construcció i els serveis. El 6,2% treballa en el sector primari, percentatge que, si bé confirma la tendència a la baixa (9,1% el 1986), duplica encara la mitjana catalana (3,2%).
Pel que fa al sector primari, la superfície agrícola utilitzada representava el 30% (un 98% conreus i la resta pastures), de les quals predomina el secà (73%). Hi ha un predomini clar del farratge i els cereals, que ocupen, respectivament, el 21% i el 57% de la terra conreada. Al regadiu, fins al 1950, l'arròs era conreat al llarg de tot el Ter i del Daró; avui només té importància a Pals. Al sector del Ter també hi ha productes d'horta, pereres i pomeres.
El bestiar oví és gairebé desaparegut, el boví i porcí s'han estabilitzat després d'un creixement eponencials als anys 90 del segle xx.
El bosc ocupa el 20% de la comarca. Els pins predominen al massís de Begur i als vessants de les Gavarres encarats a mar. A les parts més elevades continuen les suredes que proporcionen la matèria primera per a la indústria de taps. Encara que concentrat a la Bisbal, Palamós i Torroella, el sector industrial està molt diversificat i és poc important. Destacaríem el material de construcció a La Bisbal i Palafrugell, la maquinària agrícola a Torroella, i la surera al llevant de les Gavarres.
La xarxa de transport públic en les principals artèries és gairebé inexistent. Tant el ferrocarril (exceptuant un petit tram de 2 quilòmetres a la zona de Gaüses) com l'autopista eludeixen la comarca.

## Espais naturals protegits

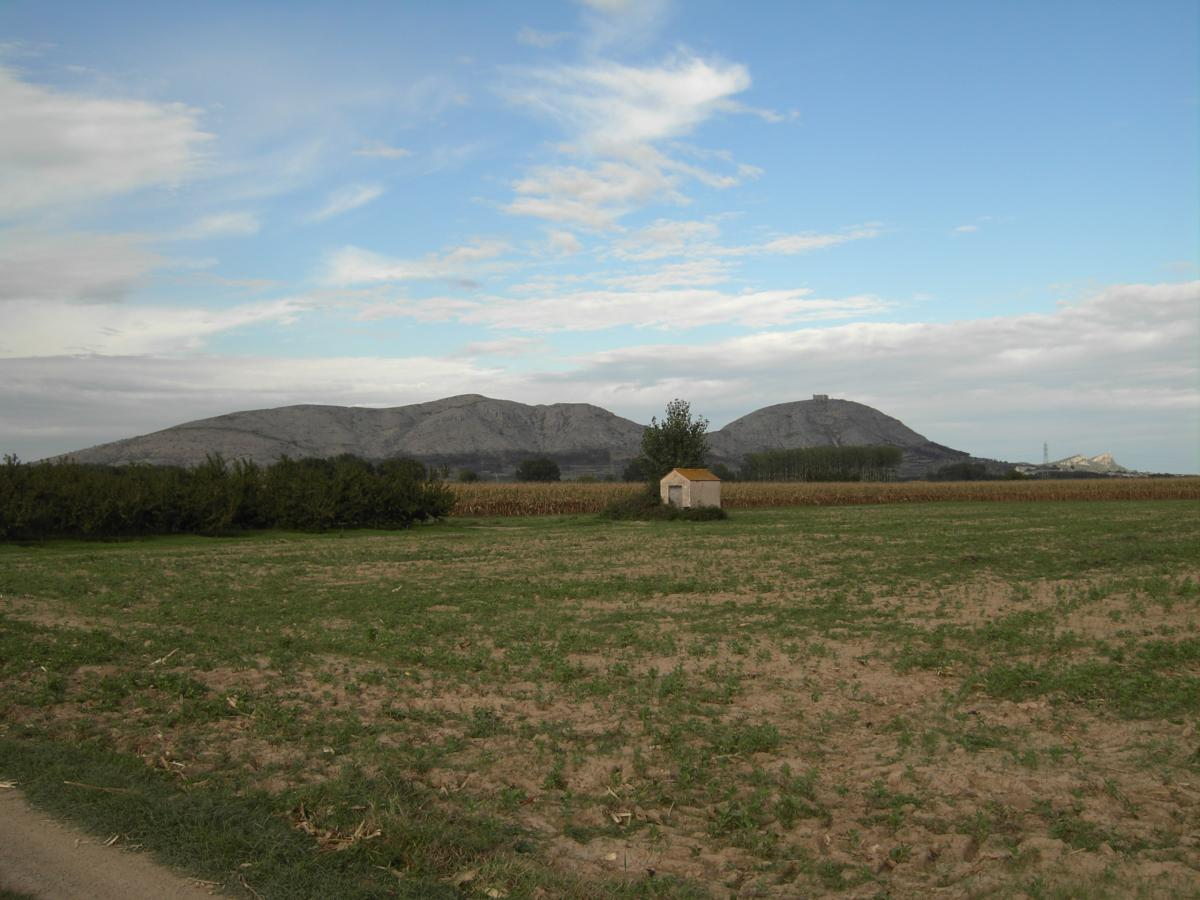
El Massís del Montgrí

La seva situació i constitució fan de la comarca una gran riquesa natural amb espais característics de les zones mediterrànies amb tendència a desaparèixer. Les zones més fràgils han passat a formar part de la categoria de protecció PEIN. La superfície total protegida suma 23.478 ha, enfront de les 70.169 ha totals de la comarca.
S'hi inclouen:
- El Massís del Montgrí
- Les Illes Medes
- Els aiguamolls del Baix Empordà
- Les Gavarres
- El Massís de L'Ardenya
- Les Muntanyes de Begur

## Cultura, festes i tradicions

### Festes Majors
Tots els pobles del Baix Empordà tenen la seva festa major, que celebren en honor del sant patró del poble. Per regla general sol haver-hi la festa major, dedicada al sant principal, i la festa petita, dedicada a un sant secundari. Destaquen les festes de La Bisbal d'Empordà, i el seu correfoc, i Torroella de Montgrí.

### Museus
- Museu de la Pesca de Palamós

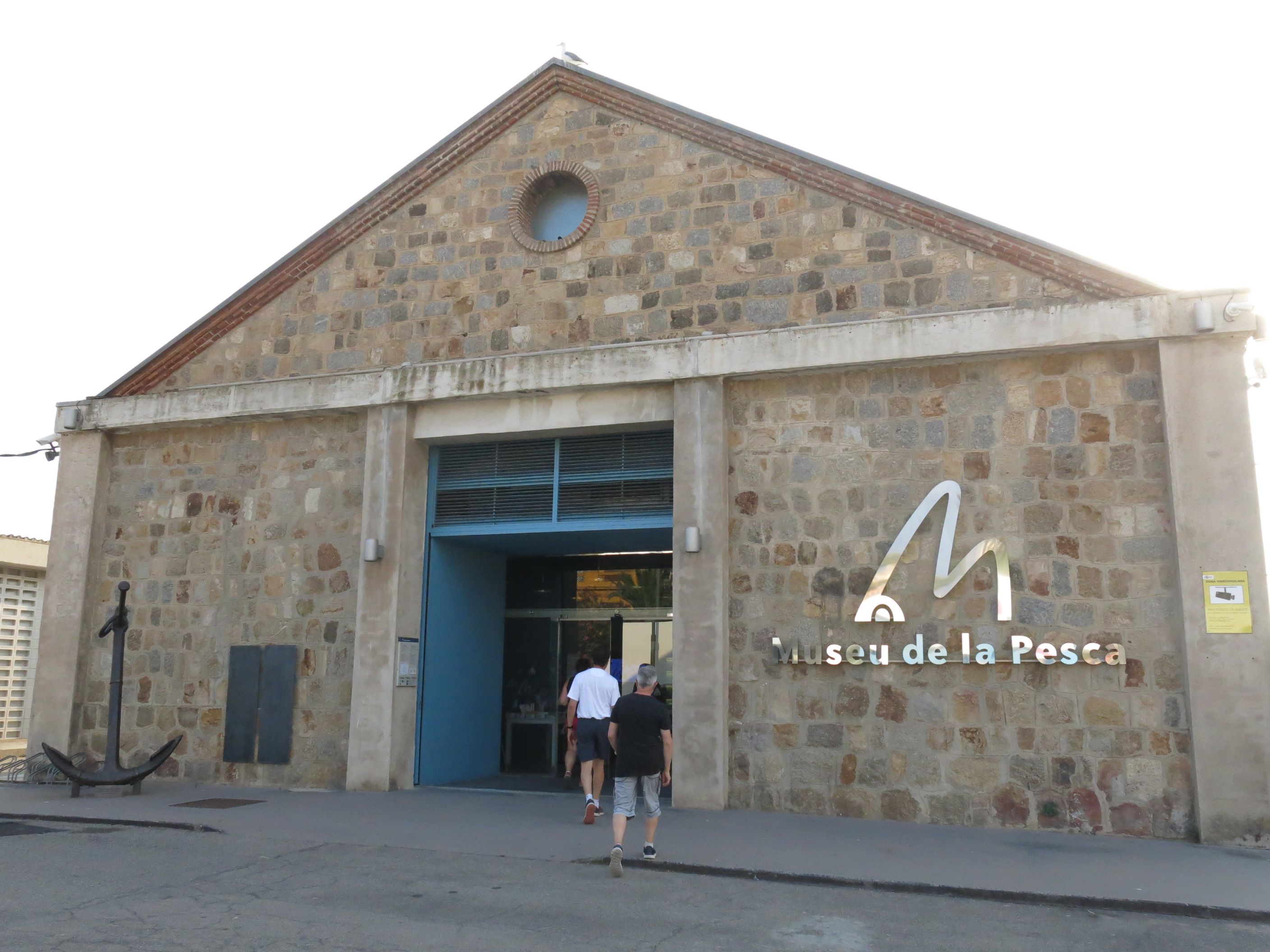
Museu de la Pesca

- Terracotta Museu de la Bisbal d'Empordà
- Museu de la Mediterrània de Torroella de Montgrí
- Museu del Suro de Palafrugell
- Museu d'Història de Sant Feliu de Guíxols
- Museu d'Arqueologia de Catalunya - Ciutat Ibèrica d'Ullastret
- Espai Carmen Thyssen de Sant Feliu de Guíxols
- Museu Can Mario de Palafrugell
- Fundació Josep Pla de Palafrugell
- Castell Gala-Dalí de Púbol
- Museu de la Confitura de Torrent
- Gran Museu de la Màgia de Santa Cristina d'Aro
- Fundació Mascort de Torroella de Montgrí

### Tradicions

#### La Processó de Verges
La Processó de Verges és la manifestació anual d'una tradició que té les arrels en l'origen del teatre català, en plena època medieval, amb la representació dels drames sagrats. Consta de dues parts: la representació del Misteri de la Passió, agrupada des de 1955 per Carles Perpinyà en aquest escenari únic, amb les muralles i les torres de fortificació medievals com a decorat, i la processó que recorre els carrers fins a culminar en la Crucifixió.
A les 17:00 h hi ha la desfilada de Manages, que recorren el poble, des de l’Ajuntament del poble, per recollir les imatges que durant la nit formaran part de la Processó. A les 22:00 h comença la representació de la Passió a la Plaça Major. A les 00:00 h s'inicia la processó pels carrers. Un cop feta la condemna de ser crucificat, Jesús amb la creu comença el seu recorregut fins a la crucifixió. La Processó comença i acaba a la Plaça de l’Església.
Verges és l’única població catalana que conserva aquesta escenificació, i per aquesta raó la Processó de Verges va ser declarada Festa tradicional d’interès nacional el 1983.

##### La Dansa de la Mort

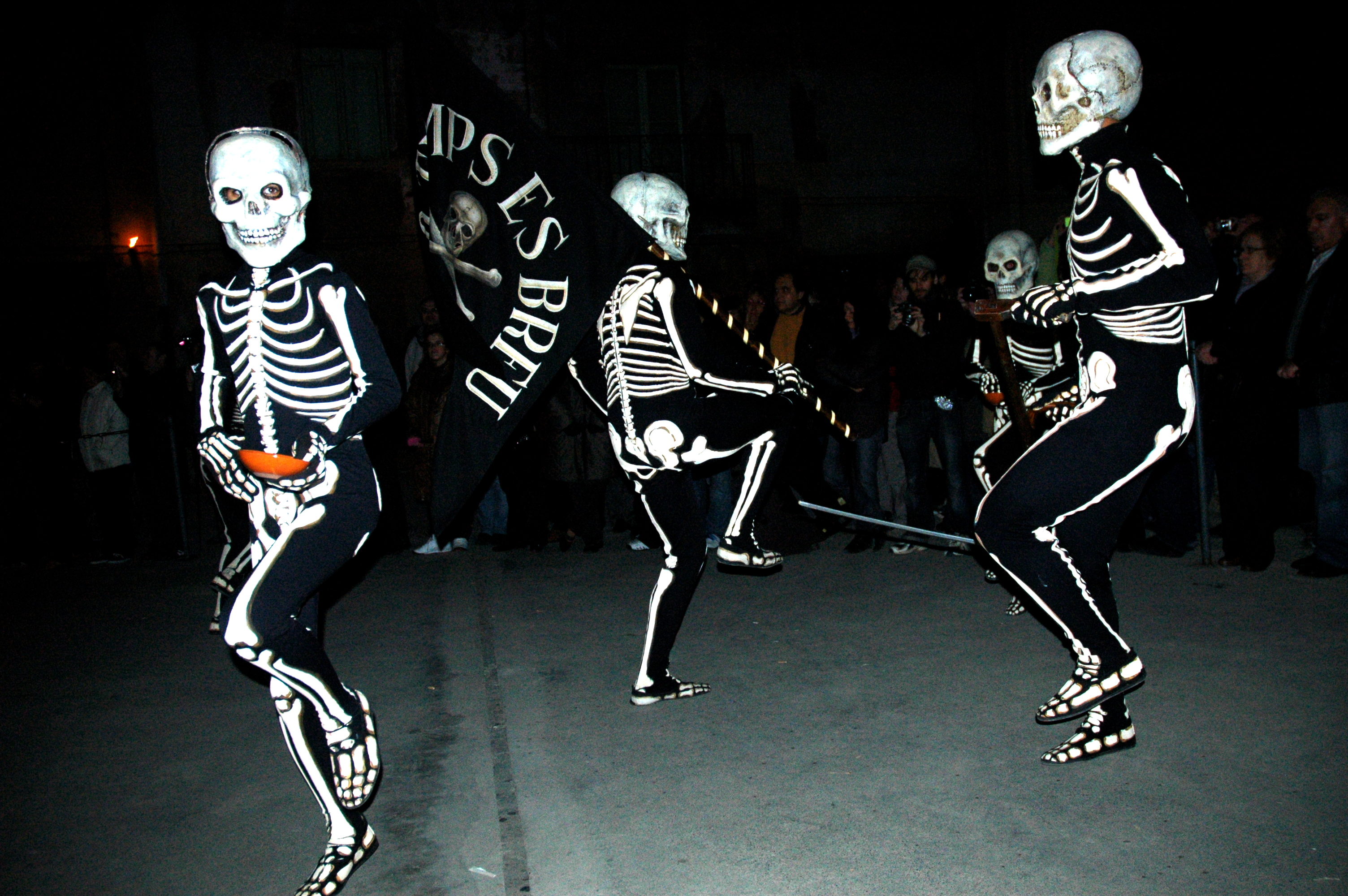
Dansa de la Mort de Verges

La Dansa de la Mort de Verges és una representació dins els actes de la processó tradicional de Dijous Sant a Verges. És un gènere de dansa basat en la dansa de la Mort que en l'època medieval era comú en tota l'Europa occidental. Es tracta d'una dansa de cinc esquelets que salten al so d'un tabal.
En aquesta dansa, cinc esquelets salten al so d’un tabal, col·locats en forma de creu. Els acompanyen un seguici de quatre personatges més, els quals, amb torxes, il·luminen el quadre i hi aporten l’aire tètric que hi dona sentit. El cos principal de la Dansa de la Mort és format per dos adults (la Dalla i la Bandera) i tres infants (dos Platets, que porten un plat amb cendra, i el Rellotge, que assenyala un rellotge sense broques). Cada personatge rep el nom del símbol que porta a les mans i a través del qual comunica d’una manera repetitiva i constant les màximes sobre la mort. La Dansa de la Mort de Verges ens avisa que la mort no perdona ningú (amb la bandera), ens sega la vida (amb la dalla) i ens recorda que a qualsevol hora (rellotge sense broques) acabarem convertint-nos en cendra (platets).

### Carnavals
- Carnaval de Palamós: És la festa d'hivern més important de Palamós i un dels carnavals pioners de Catalunya[28]
- Carnaval de Platja d'Aro: Un dels carnavals més emblemàtics de la Costa Brava i l'Empordà amb la participació de més de 60 colles
  - Festes de Primavera de Palafrugell: Inclouen actes com els de carnaval però tenen lloc al juny, una tradició que arrenca de la prohibició d’aquest tipus d’actes festius en l’època de la dictadura

### Música
El Baix Empordà concentra un gran nombre de músics i de grups musicals. En són un exemple:
- Lluís Llach
- Sílvia Pérez Cruz
- Mazoni
- Sanjosex
- Miquel Abras
- Clara Peya
- Acció
- Glaucs
- Fetus
- Orquestra Di-versiones

### Festivals
Al llarg de l'any, al Baix Empordà tenen lloc diferents festivals, tant musicals com culturals.
- Festival Cap Roig (Calella de Palafrugell)
- Festival Porta Ferrada (Sant Feliu de Guíxols)
- Empordà Music Festival (la Bisbal d'Empordà)
- Festival Internacional de Cinema de Begur
- FIMAG - Fesitval de Màgia (Torroella de Montgrí)
- Onadance - Festival de Dansa Contemporània (Palamós)
- Flors i Violes (Palafrugell)

Anualment, cada primer dissabte de juliol té lloc la tradicional Cantada d'Havaneres de Calella de Palafrugell a la platja del Port Bo.

### Fires
- Fira de Circ al Carrer - la Bisbal d'Empordà[30]
- Fira d'Indians - Begur
- Fira Medieval - Peratallada
- Fira de Pirates i Corsaris - l'Estartit
- Fira Mercat al Carrer - la Bisbal d'Empordà
- Fira de Sant Andreu - Torroella de Montgrí
- Fira Indika - Ullastret

## Gastronomia

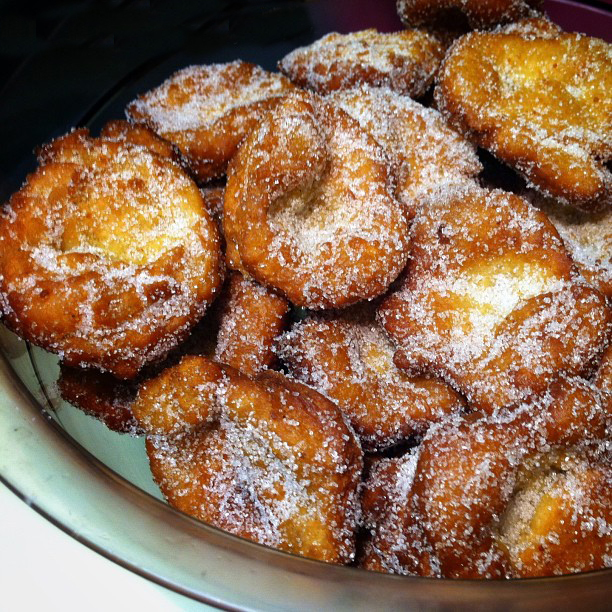
Brunyols de l'Empordà

La cuina de l'Empordà es coneix amb el nom de cuina mar i muntanya. Qui diu Empordà diu cuina, una veritable cuina pròpia i tradicional d'agricultors i pescadors. La gastronomia del Baix Empordà és un bon exemple dels lligams entre passat i present, de continuïtat i projecció en el futur. Els productes gastronòmics típics del Baix Empordà són:
- Arròs de Pals
- Gamba de Palamós
- Dolços de la Bisbal (Bisbalenc, Rus, Càntir, Mil·lenni i Galetes Graupera)
- Recuit de drap de Fonteta i Ullastret
- Vi de pagès de Calonge
- Poma del Baix Ter
- Brunyols de l'Empordà
- Botifarra dolça

L'any 1995, 16 restaurants de la comarca es van constituir formalment com a col·lectiu gastronòmic amb el nom de La Cuina de l'Empordanet, amb l'objectiu de promocionar la qualitat gastronòmica del territori i convertir l'Empordà en una destinació gastronòmica de primera magnitud.

### Marca “Productes de l'Empordà”

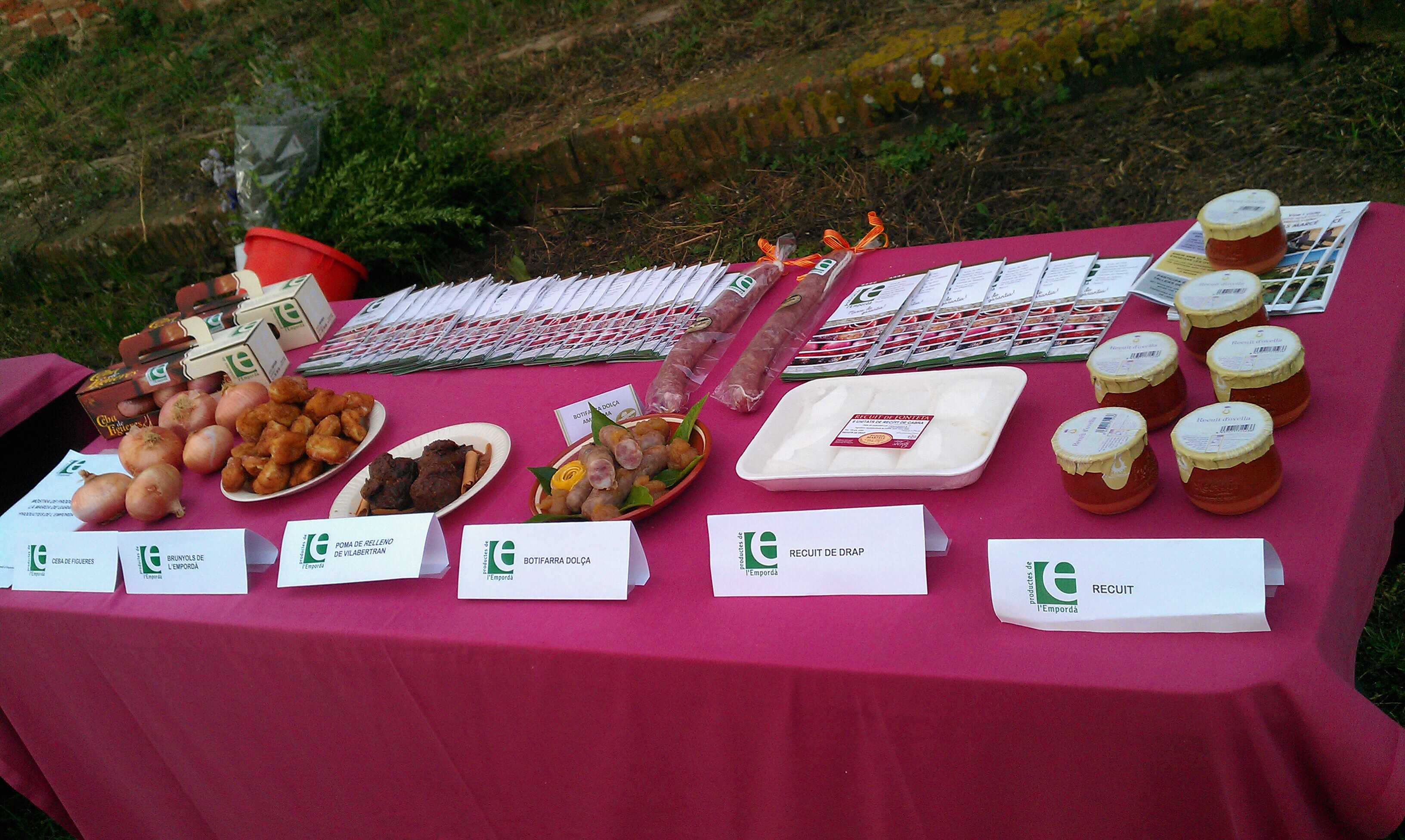
Taula de productes adherits a la Marca de garantia Productes de l'Empordà

La marca de garantia Productes de l'Empordà neix per voluntat dels consells comarcals de l'Alt i el Baix Empordà i un col·lectiu de productors, amb l'objectiu de personalitzar i reconèixer els productes propis de l'Empordà i ajudar a promocionar la comercialització i venda d'aquests productes empordanesos. La marca de garantia va ser atorgada el mes de setembre de 2003, i garanteix que tots els productes adherits són produïts o elaborats, transformats i envasats a l'Empordà, i segons les seves tradicions.

### Campanyes i jornades gastronòmiques
Els restaurants del Baix Empordà organitzen regularment campanyes i jornades gastronòmiques amb l’objectiu de donar a conèixer les especialitats i productes locals de la comarca. El 1983, es va celebrar la primera mostra gastronòmica però va ser l’any 1992 quan es va crear la primera campanya gastronòmica a nivell municipal. A poc a poc, es van anar creant més campanyes i jornades i ara ja és una tradició molt arrelada a la nostra comarca. Durant els mesos de les campanyes es pot degustar el producte en qüestió a través de menús especials, sempre promovent els productes de temporada i amb un preu fixat. Al Baix Empordà hi ha un total de 15 campanyes gastronòmiques que se celebren anualment:
- La Garoinada (Palafrugell. De gener a març). La Garoinada és una de les primeres campanyes gastronòmiques de les comarques gironines. Va néixer l’any 1992 i pren com a producte principal les garoines, també conegudes com a eriçons de mar o garotes. Se celebra a ple hivern durant les minves de gener quan el mar està tranquil i la garoina està en el seu millor moment.[34]
- Menú de l’Olla de Peix (Calonge-Sant Antoni, Palamós i Vall-llobrega. De febrer a abril). L'Alquímia dels Fogons Empordanesos! Justament en aquest atuell hi elaboren primer una sopa, on bullen, tot seguit, diverses menes de peix i que culminen amb aquells ingredients - verdures, pa engrunat, patates o fideus - que cada cuiner, alquimista dels seus fogons, disposa segons el seu receptari.
- Pals i la Cuina de l’Arròs (Pals. De març a abril).[35] El menú té com a plat principal l’arròs de Pals, producte adherit a la marca de garantia “Productes de l’Empordà”, marca que assegura que l’arròs és produït a l’Empordà. L’arròs de Pals és apreciat per les característiques que li dona la climatologia de l’Empordà, més freda que la d'altres indrets arrossers del sud.
- La Cuina del Bacallà i del Peixopalo (Sant Feliu de Guíxols. De finals de març a mitjan abril). A través del port de Sant Feliu de Guíxols es va introduir en aquesta zona el peixopalo (bacallà sec). Aquest aliment va ser molt apreciat per mariners i tapers durant el segle xix; així, fou ràpidament assimilat a la dieta de la ciutat i, alhora va lligar, com cap altre producte, la gastronomia del nostre mar i de la nostra terra.
- La Cuina de la Terrissa (La Bisbal d’Empordà. Setmana Santa. Bianual). La col·laboració entre els restauradors i els pastissers permet celebrar la Jornada Gastronòmica de “La Cuina de la Terrissa”, coincidint amb “Artesana, fira d’artesania i ceràmica de la Bisbal”. Durant la jornada, es poden assaborir els Brunyols de l'Empordà i gaudir dels plats, el nexe comú dels quals és la cocció tradicional amb terrissa.
- Les Receptes de l’Àvia (La Bisbal d’Empordà. Setmana Santa. Bianual). Coincidint amb AnticEmpordà, fira vinculada al món de les antiguitats, restauradors i pastissers de la Bisbal d'Empordà s'uneixen per oferir la Jornada Gastronòmica de “Les Receptes de l'Àvia”, basada en una àmplia oferta de cuina antiga i tradicional. La degustació dels típics i tradicionals Brunyols de l'Empordà són també la base de la jornada.
- El Peix de Roca (Begur. D’abril a juny)[36]. El peix de roca és un producte senzill, però d'una finesa i un gust exquisit. A Begur existeix una llarga tradició culinària entorn d'aquest saborós producte. L'entorn muntanyós de la localitat, format per cales i penya-segats, és ideal per a la vida d'aquests peixos.
- El Peix Blau Ganxó (Sant Feliu de Guíxols. De maig a juny).[37]Aquesta campanya pren com a protagonista el peix blau. Sonsos, sorells, sardines, anxoves, verats, entre d'altres, es podran degustar de moltes maneres diferents. Combinats amb l’arròs, els escabetxos o marinats, en suquet, etc. són algunes de les elaboracions i preparacions en què podem trobar aquests peixos.
- El Menú de la Gamba (Palamós, Calonge-Sant Antoni i Vall-llobrega. De maig a juliol).[38] Xucla'n el cap i llepa-te'n els dits! Des de les profunditats més secretes de la mediterrània, vergonyosa amb la visita de cada nou pescador, la nostra gamba passeja el seu cos vermellós, tota coqueta, per llotges i mercats. Anhelada durant mesos pels seus pretendents -pescadors, restauradors i gourmets-.
- Tastets de Mar, la Clova (Torroella de Montgrí-l’Estartit. Juny). Els tastets consisteixen en una mostra de diferents mariscos o peixos cuinats des de la manera més senzilla fins a la més elaborada. La campanya ofereix un primer plat basat en una selecció d'espècies de clova: escopinyes, cloïsses, cargols... i un segon amb peixos locals cuinats preservant al màxim els valors de cada producte.
- La Poma a la Cuina (Torroella de Montgrí-l’Estartit. Octubre).[39]Si hi ha una fruita que destaqui per les seves múltiples aplicacions gastronòmiques és sense cap dubte la poma. Els restauradors de Torroella de Montgrí-l'Estartit us ofereixen una nova aposta de qualitat i sabor: una carta de suggeriments o un menú tancat, tot a base de pomes de qualsevol de les varietats típiques de la comarca.
- El Menú de l’Escamarlà (Calonge-Sant Antoni, Palamós i Vall-llobrega. Octubre-desembre). Sant Escamarlà! Per a nosaltres però, d’escamarlà només n’hi ha un. Mediterrani, allargassat i amb unes pinces inconfusibles. Perseguit a les llotges, buscat al mercat i lloat a taula. Es presenta valent al repte de ser servit en solitari. I a voltres generós, es presta a la cuina de mar i muntanya.
- Es Niu (Palafrugell. Finals d’octubre-novembre).[40] Es Niu és un plat palafrugellenc que les colles de surers de Palafrugell solien menjar els dilluns a la barraca. Com que és de preparació llarga, cal encarregar-lo amb antelació o bé aprofitar la jornada. El plat és fet amb tripa de bacallà, ou dur, peixopalo i patata. Amb el temps s'ha enriquit amb sèpia, aus de cacera i salsitxes.
- La Cuina de l’Arengada (Sant Feliu de Guíxols. Novembre). L'arengada és una preparació culinària tradicional que consisteix en una sardina salada en salmorra. Els restaurants de Sant Feliu de Guíxols us conviden a tastar diversos plats d’aquest producte durant el mes de novembre.
- És temps d’Uriços (Sant Feliu de Guíxols. De desembre a febrer).[41] Sant Feliu de Guíxols, de la garoina, en diuen uriç. Al llarg de tres mesos l'uriç és el principal protagonista de degustacions, plats o montaditos dels restaurants de la ciutat. Hi ha una uriçada popular com a acte de finalització de la campanya.

## El parlar de l'Empordà
El parlar de l'Empordà (tant de l'Alt com del Baix) s'inscriu dins la denominada varietat central. Algunes de les seves particularitats, però, permeten parlar, alhora, d’una subvarietat gironina.
Un dels trets més destacats, segurament perquè és fàcilment apreciable, és la t que sovint col·loquen al darrere de les primeres persones del present d'indicatiu com, per exemple, truco(t), parlo(t) o menjo(t).
Una altra tendència del parlar empordanès és mantenir el masculí en alguns possessius que acompanyen mots femenins. Sobretot ho sentireu quan parlen de les seves respectives mares. “La meu mare diu que…”.
També resulten curioses les realitzacions de la vocal e en contextos tònics. A Girona, i per extensió a l'Empordà, hi ha una tendència a alterar-ne la pronúncia. Així doncs, si afineu bé l'orella, sentireu dir paci(é)ncia, ll(è)ngua o (è)s.
Algunes paraules o expressions característiques del parlar de l’Empordà són papibou [capgròs], escalipatxo [gripau], fer fressa [fer soroll], lleixa [estanteria], empassegar [ensopegar], garoina [eriçó de mar], esperrucar [despentinar], curculla [petxina], tancar amb llisquet [tancar amb passador], malmenar alguna cosa [fer malbé alguna cosa]...

## Turisme
Des dels anys seixanta, la Costa Brava ha sofert un augment significatiu de visitants, especialment durant els mesos d'estiu a la cerca de sol i platja. Abans de la Guerra Civil, la majoria de visitants de la comarca eren de l'interior de Catalunya, estiuejants de bona posició econòmica. S'Agaró fou el nucli Baix Empordanès que acollí l'arribada massiva de turisme de la Barcelona burgesa, que cercava urbanitzacions tranquil·les, cuidades i de qualitat.
Després de la Guerra Civil la costa va quedar buida de turistes i no va ser fins als anys cinquanta en què va ressorgir un interès -entre els visitants d'arreu d'Europa- per visitar la Costa Brava. Per als visitants, les platges del Baix Empordà eren verges i de sorra neta. En aquella època encara no s'havia desenvolupat la planificació urbanística del sòl ni hi havia productes turístics a disposició dels visitants.
Segons diversos autors, torres modernistes i noucentistes de valor, cases de pescadors, etc. s'enderrocaren per donar pas a construccions d'hotels, apartaments i d'altres tipus d'allotjaments turístics sense personalitat ni ordre urbanístic. D'altra banda, però, es considera que hi hagué molts aspectes positius gràcies al turisme com són l'oberta de ment que suposà la incursió de turistes d'arreu d'Europa: nous hàbits, costums i tradicions, aprenentatges d'idiomes... A partir dels anys vuitanta sorgeix una consciència col·lectiva i ciutadana a favor de preservar el medi ambient, tot i que a la zona l'impacte de les edificacions és significatiu.

## L'Encís de la Costa Brava
La costa del Baix Empordà va ser, durant els anys cinquanta, un pol d'atracció d'aquells qui buscaven tranquil·litat i inspiració. L'escriptor nord-americà Truman Capote (1924-1984) va començar a escriure A sang freda (In cool blood) a Palamós al maig de 1960. L'estada de l'escriptor a Palamós va ser discreta tot i que va durar tres temporades de primavera i estiu. S'explica que sovint rebia la visita de compatriotes nord-americans que arribaven al Port de Palamós a bord de iots de grans dimensions. Després d'estiuejar uns dies a Còrsega s'adonà del seu error en no trobar-hi l'ambient de tranquil·litat adequat per escriure i se'n tornà a Palamós.

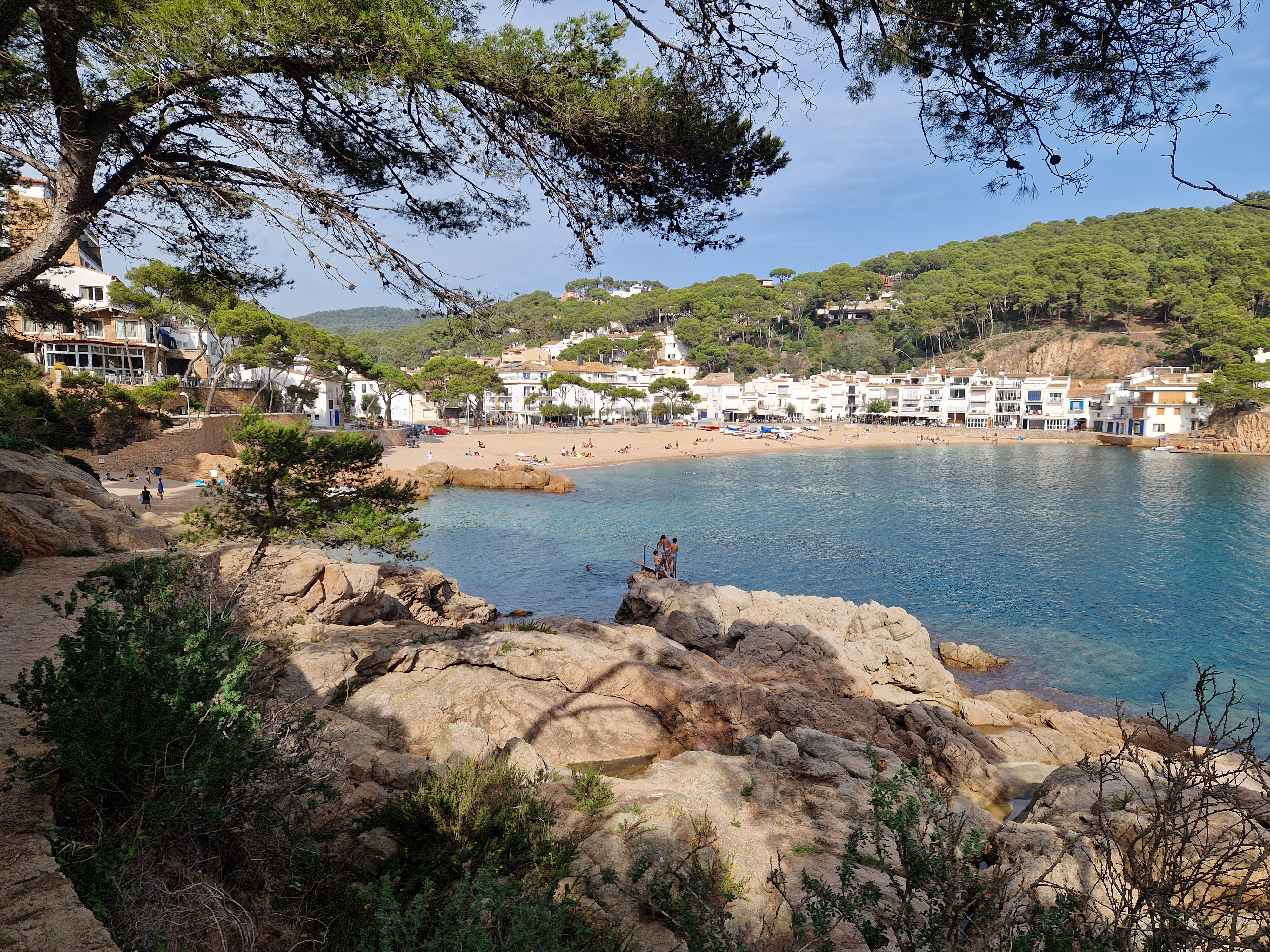
Tamariu, un poble del Baix Empordà i la Costa Brava

Robert Ruark, escriptor de prestigi internacional, va viure al paratge del Monestrí, entre Palamós i Sant Antoni de Calonge. Com Capote, va trobar en aquesta comarca la inspiració per escriure llibres sobre països que ell coneixia molt bé. Altres artistes contemporanis com l'actriu Madeleine Caroll, es va fer construir una casa a Roques Planes de Calonge. David Niven va passar estius a l'Hotel Trias de Palamós i Ava Gardner a l'Hostal de la Gavina de S'Agaró. S'explica que Gardner va tenir un afer amorós amb el cantant-torero Mario Cabré, que va tenir molt de ressò a l'època i que fins i tot va fer trontollar la relació que tenia amb Frank Sinatra.
Noms il·lustres de la literatura catalana com Josep Pla, fill de Palafrugell, van trobar en l'entorn del Mas Llofriu on vivia, així com al Pedró de Pals, al Castell de Begur o al Far de Sant Sebastià l'espai idoni per a crear les seves obres.
Salvador Dalí també deixava sovint la casa a Port Lligat de l'Alt Empordà per inspirar-se en una caseta en la que el mecenes Albert Puig i Palau li va construir en la seva pròpia propietat al paratge de Castell. Fins i tot el pintor Miquel Cuixart, deixà Barcelona per viure a Palafrugell, on ha creat la major part de la seva obra, motiu pel qual se'n considera artista empordanès.
Manuel Vázquez Montalbán (1939-2003), tenia a Cruïlles una masia des de la que el detectiu Pepe Carvalho protagonitzava alguna de les seves novel·les negres.
Mentre Lluís Llach componia a Parlavà, Albert Boadella creava les obres dels Joglars des de Jafre i Rosa Regàs escrivia Azul, novel·la guanyadora del Premi Nadal de 1994. Alhora, Jaime Gil de Biedma (1929-1990) i Terenci Moix s'inspiraven a Ultramort.

## Persones baixempordaneses destacades
- Lluís Llach - músic
- Josep Pla † - escriptor
- Paula Badosa - tennista

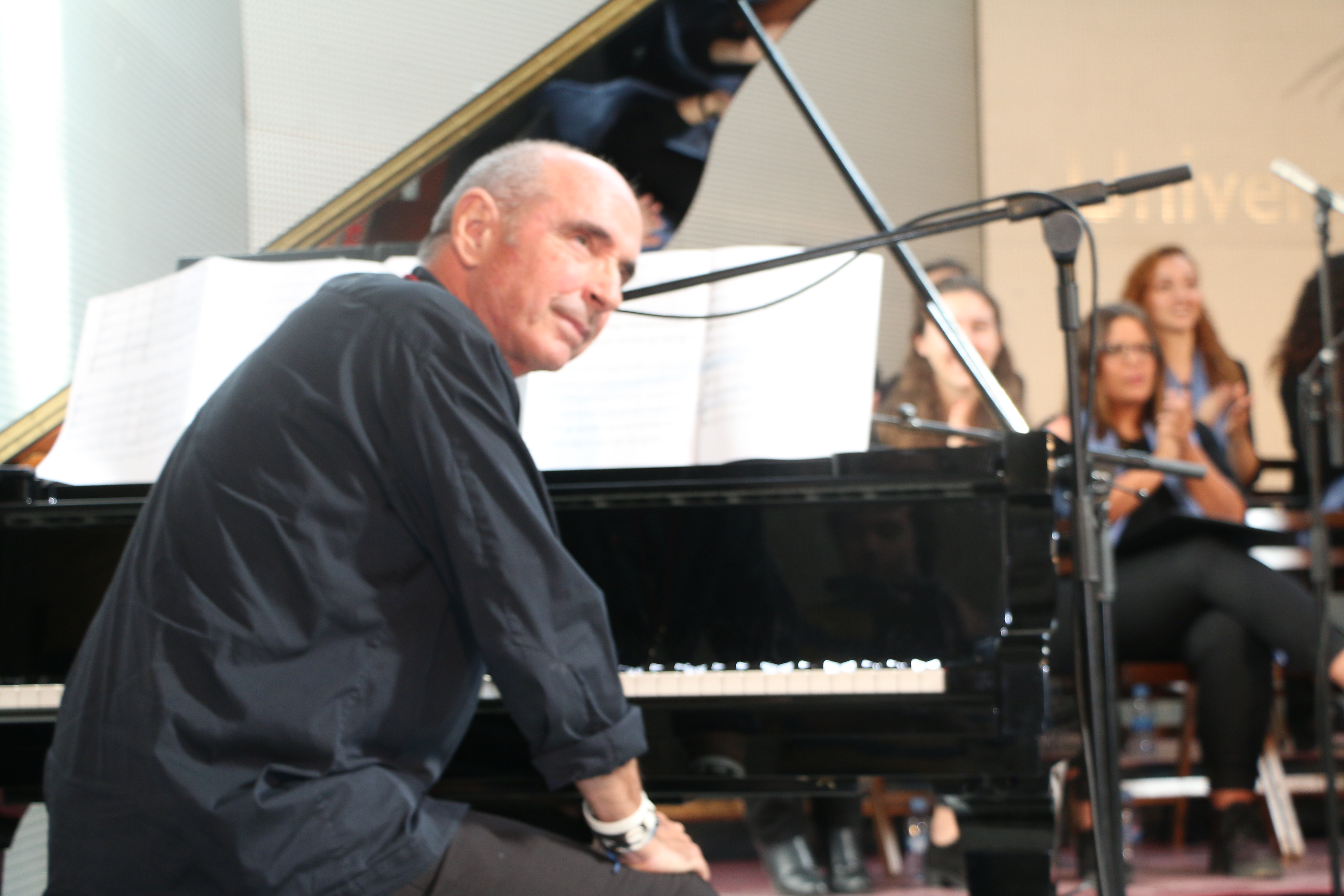
Lluís Llach

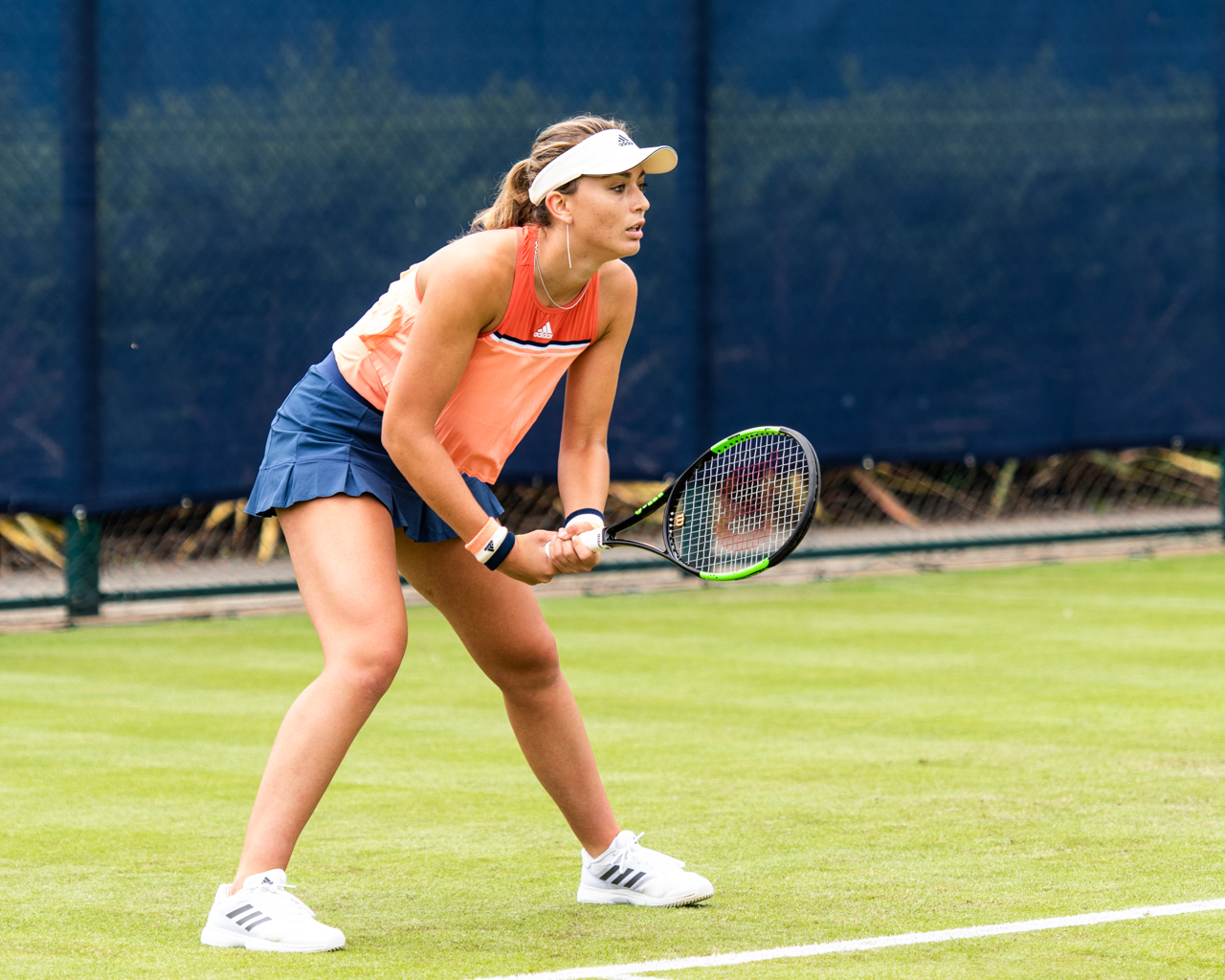
Paula Badosa

- Tito Vilanova † - ex-futbolista i ex-entrenador
- Joan Jordán - futbolista
- Dolors Bassa - política i sindicalista
- Sílvia Pérez Cruz - cantant
- Enric Auquer - actor
- Narcís de Carreras † - polític i ex-president del FC Barcelona
- Mazoni - cantant i productor
- Miquel Abras - cantant
- Sanjosex - cantant
- Clara Peya - pianista i compositora
- Marc Crosas - ex-futbolista
- Oriol Servià - pilot d'automovilisme